# Ocean View
Ocean View és una població dels Estats Units a l'estat de Delaware. Segons el cens del 2000 tenia 1.006 habitants.

## Demografia
Segons el cens del 2000, Ocean View tenia 1.006 habitants, 458 habitatges, i 321 famílies. La densitat de població era de 191,3 habitants/km².
Dels 458 habitatges en un 19,4% hi vivien nens de menys de 18 anys, en un 62% hi vivien parelles casades, en un 6,6% dones solteres, i en un 29,9% no eren unitats familiars. En el 25,8% dels habitatges hi vivien persones soles el 13,5% de les quals corresponia a persones de 65 anys o més que vivien soles. El nombre mitjà de persones vivint en cada habitatge era de 2,2 i el nombre mitjà de persones que vivien en cada família era de 2,61.
Per edats la població es repartia de la següent manera: un 16% tenia menys de 18 anys, un 5,1% entre 18 i 24, un 21,5% entre 25 i 44, un 29,7% de 45 a 60 i un 27,7% 65 anys o més.
L'edat mediana era de 51 anys. Per cada 100 dones de 18 o més anys hi havia 84,9 homes.
La renda mediana per habitatge era de 47.500 $ i la renda mediana per família de 52.125 $. Els homes tenien una renda mediana de 37.614 $ mentre que les dones 31.333 $. La renda per capita de la població era de 27.188 $. Aproximadament l'1,5% de les famílies i el 2,8% de la població estaven per davall del llindar de pobresa.

## Poblacions més properes
El següent diagrama mostra les poblacions més properes.